# Richard Sale
Richard Sale (New York, 17 dicembre 1911 – Los Angeles, 4 marzo 1993) è stato uno scrittore, sceneggiatore, regista e produttore televisivo statunitense.

## Biografia
Diresse due volte Marilyn Monroe: la prima volta non accreditata nel film La figlia dello sceriffo la seconda in Mia moglie si sposa. Con la moglie creò la serie televisiva western Yancy Derringer. 

## Filmografia

### Regista
- I'll Get By (1950)
- La figlia dello sceriffo (A Ticket to Tomahawk) (1950)
- Mi svegliai signora (Half Angel) (1951)
- Aspettami stasera (Meet Me After the Show) (1951)
- Mia moglie si sposa (Let's Make It Legal) (1951)
- L'eterna Eva (My Wife's Best Friend) (1952)
- La ragazza della porta accanto (The Girl Next Door) (1953)
- Malaga (1954)
- Gli uomini sposano le brune (Gentlemen Marry Brunettes) (1955)
- La settima onda (Seven Waves Away) (1957)

### Sceneggiatore
- L'isola del diavolo (Strange Cargo), regia di Frank Borzage - soggetto (1940)
- Lady at Midnight (1948)
- L'adorabile intrusa (Mother Is a Freshman) (1949)
- Father Was a Fullback (1949)
- Bill sei grande! (When Willie Comes Marching Home) (1950)
- La linea francese (The French Line), regia di Lloyd Bacon (1954)
- Ancora e sempre (Let's Do It Again) (1953)
- Gangsters in agguato (Suddenly) regia di Lewis Allen (1954)
- Assassination (1987)